# Wiktor Sergejewitsch Wassiljew
Wiktor Sergejewitsch Wassiljew (russisch Виктор Сергеевич Васильев, wiss. Transliteration Viktor Sergeevič Vasil'ev; * 30. Mai 1987 in Ustinow) ist ein russischer Biathlet.
Wiktor Wassiljew nahm 2005 in Kontiolahti an seinen ersten Junioren-Weltmeisterschaften im Biathlon teil und gewann den Titel im Einzel. Sprint und Verfolgung brachten hingegen keine nennenswerten Resultate. 2006 nahm der junge Russe an den Junioren-Europameisterschaften von Langdorf teil. Im Einzel gewann er dort die Bronzemedaille, mit der Staffel gewann er den Titel. Im folgenden Jahr startete Wassiljew sowohl bei der Junioren-Weltmeisterschaft in Martell las auch bei der Junioren-Europameisterschaft in Bansko. Während er bei der Weltmeisterschaft einzig in der Verfolgung mit Platz zehn ein Top-Ten-Resultat erreichte und mit der Staffel für russische Verhältnisse sehr schlecht abschnitt, gewann er bei der Europameisterschaft erneut Staffel-Gold. Zudem wurde er im Einzel hinter dem Bulgaren Krassimir Anew Vizeeuropameister und Neunter im Sprint. Auch 2008 startete er bei beiden Großereignissen. Bei der Europameisterschaft in Nové Město na Moravě gewann Wassiljew zum dritten Mal in Folge den Titel mit der Staffel, verpasste aber erstmals eine Medaille in einem der Einzelrennen. Bestes Ergebnis wurde dort Platz vier im Sprint. Erstmals lief es bei der Junioren-Weltmeisterschaft besser. Bei den Welttitelkämpfen in Ruhpolding gewann er auch in Bayern Gold mit der Staffel und nach einem vierten Platz im Sprint Bronze im Verfolgungsrennen. Hinzu kam Platz neun im Einzel. Bei den Sommerweltmeisterschaften der Junioren verpasste der Russe 2007 in Otepää als Viertplatzierter eine Medaille, 2008 in der Haute-Maurienne gewann er mit der Staffel Gold und wurde in Sprint und Verfolgung Neunter.
Seinen ersten Wettkampf bei den Herren bestritt Wassiljew bei den Biathlon-Europameisterschaften 2008 in Ufa, wo er sich stetig von Rennen zu Rennen verbessern konnte. Im Sprint wurde der Russe noch 18., im Verfolgungsrennen konnte er schon bis auf Rang acht vorlaufen. Im Einzel gewann er schließlich den Titel und wurde zudem Dritter mit der russischen Staffel. Sein erstes Biathlon-Weltcup-Rennen bestritt Wassiljew zum Saisonfinale 2008/09. Im Sprint wurde er 60. und qualifizierte sich damit gerade noch für das Verfolgungsrennen, in dem er sich auf den 47. Platz verbesserte. Seine ersten Punkte im Weltcup errang Wiktor Wassiljew als 25. beim Sprint in Östersund zu Beginn des Biathlon-Weltcup 2009/2010. Er wurde während der ganzen Saison im Weltcup eingesetzt und lief zwölf Mal in die Punkteränge (davon eine Staffel), sein bestes Ergebnis war Platz dreizehn im Sprint bei der letzten Weltcup-Station in Chanty-Mansijsk.

## Biathlon-Weltcup-Platzierungen
Die Tabelle zeigt alle Platzierungen (je nach Austragungsjahr einschließlich Olympische Spiele und Weltmeisterschaften).
- 1.–3. Platz: Anzahl der Podiumsplatzierungen
- Top 10: Anzahl der Platzierungen unter den ersten zehn (einschließlich Podium)
- Punkteränge: Anzahl der Platzierungen innerhalb der Punkteränge (einschließlich Podium und Top 10)
- Starts: Anzahl gelaufener Rennen in der jeweiligen Disziplin

| Platzierung                      | Einzel | Sprint | Verfolgung | Massenstart | Staffel | Gesamt |
| -------------------------------- | ------ | ------ | ---------- | ----------- | ------- | ------ |
| 1. Platz                         |        |        |            |             |         |        |
| 2. Platz                         |        |        |            |             |         |        |
| 3. Platz                         |        |        |            |             |         |        |
| Top 10                           |        |        |            |             | 1       | 1      |
| Punkteränge                      | 1      | 5      | 3          | 2           | 1       | 12     |
| Starts                           | 3      | 10     | 5          | 2           | 1       | 21     |
| Stand: nach der Saison 2010/2011 |        |        |            |             |         |        |